# Quo vadis (роман)
 Тази статия е за романа.  За други значения вижте Quo vadis (пояснение).  
Quo vadis (на полски: Powieść z czasów Nerona; от латински – „Къде отиваш“) е исторически роман на полския писател Хенрик Сенкевич от 1895 г. Заглавието е заимствано от житието на Симон Петър, който напускайки Рим, среща Христос и го пита: „Господи, къде отиваш?“. След като Христос отговаря, че се връща в Рим, за да бъде разпънат отново на кръста, Петър се отказва да напусне Рим и се връща, за да приеме мъченическата смърт.
Действието се развива в античен Рим, около 64 г., по времето на император Нерон. Това е изключителната история за падението на една от най-великите империи, за разврата и падението на ценностите, но и за спасението (в лицето на новата християнска вяра).
Главни действащи лица са: император Нерон, Петроний, Виниций, Лигия.
Романът носи на Хенрик Сенкевич Нобелова награда за литература през 1905 г.

## Сюжет
Внимание:  Текстът по-долу разкрива сюжета на произведението (или части от него)!
Младият августианин Марк Виниций се влюбва в Лигия, дъщеря на вожда на едно от варварските племена, граничещи на север с Римската империя. Тя е изпратена като заложница в Рим като гаранция за мир като съвсем малко момиче и е израснала в дома на Авъл Плавций, бивш римски военачалник. Жената на Плавций – Помпония Грецина, е тайна християнка и възпитава Лигия в духа на новото учение. Виниций е влюбен до полуда и иска на всяка цена да има Лигия. Чичо му Петроний, влиятелен патриций, ползващ се с доверието и приятелството на Нерон, успява да уреди насилственото преместване на Лигия в дома на Виниций. Лигия, въпреки че също е тайно влюбена във Виниций, не желае да напуска дома на Плавций и да става наложница на младия патриций заради християнската си вяра. Тя успява да избяга от Виниций и се скрива в един от бедните римски квартали заедно с верния си слуга Урс. Отчаяният Виниций успява да я намери след дълго търсене, но силният Урс го наранява сериозно. Въпреки всичко лошо, сторено от Виниций в безумното му търсене, християните го приемат приятелски и го лекуват дълго време, водени от филантропичните си възгледи. Младият августианин е силно впечатлен от новото учение, проповядващо мир, любов и обич към враговете, непознати на неговото войнишко сърце. В бедната колиба, където е лекуван, живеят Лигия, Урс и Апостол Петър, един от учениците на Христос, който запленява душата на Виниций с думите си, кръщава го и благославя любовта на младия патриций и Лигия.
Безгранично щастлив, Виниций отива по задължение заедно с императора в Анций, градче близо да Рим. Цезарят, за когото са по-важни музиката и изкуството, отколкото римския народ и държавата, желае да бъде велик артист и да остави диря в историята, задминавайки Омир, Вергилий и Орфей.
Докато Виниций заедно със свитата на Нерон е в Анций, в Рим избухва страшен пожар. Понася се слух, че императорът, търсейки поетично вдъхновение, е запалил града. Виниций веднага заминава за Рим. В пламъците на пожара младият августианин търси отчаяно Лигия и я намира в християнската общност, приютила се край града след чудовищното бедствие. Императорът, уплашен от надигащото се народно недоволство, стоварва вината за подпалването на пожара върху християните. Почти всички християни са заловени и пратени в римските затвори, очаквайки още по-страшна съдба. Нерон организира невиждани дотогава зрелища, за да угоди на римската тълпа, която се ръководи от максимата „Хляб и зрелища“. На арените в специално построени амфитеатри християните са разкъсвани от диви животни, разпъвани на кръст, избивани от гладиаторите и запалвани като факли. Христовите слуги посрещат смъртта безстрашно и смело, мислейки единствено за мъките на Агнеца и очакващия ги след мъченическата смърт живот. По-голямята част от християните в Рим са избити, а Лигия лежи в Мамертинската тъмница заедно с верния си слуга Урс. Жестокият император подготвя страшно зрелище: на арената Лигия е завързана за огромен бик, а Урс трябва да го пребори, за да я спаси. Пред любопитните погледи на римския народ и пред ужасения взор на Виниций се разиграва епична битка. Огромният лигиец хваща бика за рогата и след титанична болба успява да убие бика с голи ръце и да спаси Лигия. Римският народ е възхитен, а Нерон е принуден да освободи Лигия пряко волята си. Двамата влюбени заминават за Сицилия, където да бъдат в безопасност.
Нерон продължава да преследва християните, а след като разкрива заговора на Пизон, екзекутира голям брой влиятелни патриции. Самият Петроний е принуден да се самоубие. Над апостолите Петър и Павел от Тарс надвисва голяма опасност. Петър решава да избяга от Рим, за да се спаси от сигурна смърт. Но по пътя среща ослепително видение – неговият учител Исус Христос. Петър Го пита: „Quo vadis, Domine“ („Къде отиваш, Господи?“). Исус му казва, че отива в Рим, за да бъде разпнат втори път, понеже след бягството на Петър няма кой да пасе божието стадо. Тогава апостолът решава да се върне в Рим. След няколко дена е разпънат на кръст на Ватиканския хълм, а над лобното му място днес се издига катедралата, носеща неговото име. Апостол Павел също загива мъченически за Христовата вяра.
Но заедно с хилядите мъченици започва да загива и управлението на Нерон. Народното недоволство се изражда в бунт на галските и испанските легиони под предводителството на Галба, а императорът е принуден да бяга. За да не бъде заловен от преследвачите си, той се самоубива.

## Герои
В романа се появяват:
- Августианци – най-близките хора от кръга на император Нерон (съветници).
- Патриции – могъщи римски семейства в сената, заемат най-високите длъжности, участват във военни експедиции.
- Римски граждани – свободни хора, но не особено богати (търговци, занаятчии, а също и свободни бедни).
- Роби – често военнопленници, нямат права, сред тях се открояват гладиаторите.

### Исторически герои[1]
- Клавдия Акте – освободена робиня и любовница на Нерон, тя погребва тялото на императора.
- Авъл Плавций – консул, управител на Панония и на Британия, съпруг на Помпония Грецина.
- Лукан – поет, племенник на Сенека, близък спътник на Нерон. Участва в заговора на Пизон, за което е осъден на смърт и се самоубива.
- Нерон – римски император, управлявал в годините 54 – 68. През 65 г. той брутално потушава заговора на Пизон срещу себе си. Той се самоубива във вилата на освободения Фаон.
- Св. Апостол Павел
- Петроний – elegantiae arbiter, учител по добър вкус, римски патриций, обект на завист на Тигелин, замесен в заговора на Пизон, се самоубива. В творчеството на Сенкевич той е чичо на Марк Виниций, епикуреец, естет и отказва да участва в сюжета.
- Св. Апостол Петър
- Пизон – консул, през 65 г. водач на заговора срещу Нерон.
- Помпония Грецина – съпруга на Авл Плавций, според съобщението Тацит всъщност е бил изправен пред съда от съпруг поради подозрение в изповядване на чуждестранно суеверие.
- Попея Сабина – втората съпруга на Нерон, също негова жертва – умира по време на втората си бременност, изритана от императора.
- Луций Аней Сенека – поет, писател, римски философ стоик, бивш учител на Нерон. Участник в заговора на Пизон, той се самоубива.
- Тигелин – преториански префект, верен поддръжник на Нерон, съперник на Петроний за благосклонността на императора.
- Веспасиан – по-късно римски император, управител на Африка по времето на Нерон. Той се прочува с това, че дреме по време на представленията на императора, за което изпада в немилост[2].
- Вестин – консул, първата му съпруга е Стацилия Месалина, първоначално една от най-близките приятелки на Нерон, след това убита от него.

### Измислени герои
- Марк Виниций – римски патриций, военен трибун. Влюбва се в Лигия и става християнин под нейното влияние.
- Лигия (Калина) – дъщеря на предводителя на варварското племе лигии, заложник в Рим, отгледана от Авъл Плавций и Помпония Грецина. Християнка, обичана от Марк Виниций. Тя обаче отказва да стане любовница на Виниций и бяга с помощта на Урс. Благодарение на нея младият патриций претърпява трансформация, ставайки християнин. Тогава Лигия се съгласява да се омъжи за него.
- Урс – след кръщението си Урбан. Той служи на майката на Лигия, след смъртта ѝ обещава да защити дъщеря ѝ. Характеризира се с огромна физическа сила.
- Главк – от гръцки произход, лекар, християнин.
- Крисп – фанатичен християнин, много радикален, умира на кръст по време на игри.
- Юнис – робиня и любовница на Петроний, избира смъртта чрез самоубийство с любимия си, вместо освобождение и живот сред неговите богатства.
- Хилон Хилониди – гръцки философ. Живее от обучение на случайни хора и измами. Гладен е за пари – дава християни на Нерон за работа и злато, преди това е продал семейство Главк в робство. Той се обръща в края на романа (повлиян от отношението на Главк, умиращ на кръста).
- Германин Гуло – роб, възпитател и учител на Марк Виниций.